# Nach eigenen Regeln (Lied)
Nach eigenen Regeln ist ein Lied des Berliner Rappers Fler, das er zusammen mit seinem Rap-Kollegen G-Hot aufnahm. Der Song wurde am 21. Oktober 2005 veröffentlicht und ist die zweite Singleauskopplung seines Debütalbums Neue Deutsche Welle, wobei er nur auf der Premium-Edition des Albums enthalten ist.

## Inhalt
Thematisch behandelt der Song das Umfeld von Fler und G-Hot auf den Straßen Berlins. Dieses ist geprägt von Gewalt, wie Mord, Totschlag und Überfällen, sowie von Drogenmissbrauch und Existenzangst. Beide berichten, wie sie Züge besprüht und die Schule geschwänzt haben sowie früh mit Pornografie in Kontakt kamen. In ihrer Gegend sind Deutsche in der Minderheit und ihre Probleme mussten sie stets selbst lösen, da sie auf sich allein gestellt waren. Auf der anderen Seite beschreibt Fler, dass er es nun geschafft habe, bekannt zu werden und viele Eltern ihn hassen, während die Kinder ihn lieben würden. Er werde die Chance nutzen und sich dabei nicht von Fans, Politikern oder den Medien beeinflussen lassen. In ihrem Vortrag benutzen die Rapper viele Kraftausdrücke, wie „Hurensohn“, „Bitch“, „Nutte“ oder „Kanake“.

## Produktion
Das Instrumental des Lieds wurde von dem Berliner Musikproduzent DJ Desue produziert.

## Musikvideo
Das Video beginnt mit einem 30-sekündigen Clip zum Song A.G.G.R.O., bei dem Fler zusammen mit B-Tight und Tony D in einer Halle vor einem schwarzen Auto rappt. Anschließend beginnt Nach eigenen Regeln und man sieht Fler und G-Hot durch Berlin fahren bzw. laufen, während sie rappen. Es werden verschiedene Graffiti und andere Rapper aus dem Umfeld der Künstler gezeigt, wie Sido, Tony D, B-Tight, Bass Sultan Hengzt, Frauenarzt, Harris oder MC Bogy. In einigen Szenen rappt Fler in einem mit Zeitungsartikeln über ihn und Aggro Berlin tapezierten Raum, die er am Ende des Videos herunter reißt. Außerdem werden Aufnahmen eines Konzertes von Fler und seinen Rapkollegen gezeigt. Das Musikvideo ist in Schwarz-weiß gehalten.

## Single

### Titelliste
Die CD-Single von Nach eigenen Regeln umfasst neben der Originalversion des Stücks noch zwei Remixe des Tracks sowie Instrumental und Musikvideo. Des Weiteren ist das ebenfalls auf Flers Album enthaltene Lied A.G.G.R.O. (sowie ein Remix von Tai Jason) auf der Single enthalten, auf dem auch die Rapper B-Tight und Tony D, die damals ebenfalls bei Aggro Berlin unter Vertrag standen, zu hören sind. Zudem befindet sich der Non-Album-Song Identität auf dem Tonträger.
1. A.G.G.R.O. (feat. B-Tight und Tony D) – 3:47
2. Nach eigenen Regeln (feat. G-Hot) – 3:56
3. A.G.G.R.O. (Tai Jason Remix) – 3:52
4. Nach eigenen Regeln (Alphabeatz Mammut Remix) – 3:54
5. Nach eigenen Regeln (Plattenbau Remix) – 4:04
6. Identität – 4:10
7. Nach eigenen Regeln Instrumental – 3:56
8. Nach eigenen Regeln Musikvideo – 3:37

### Chartplatzierungen
Nach eigenen Regeln stieg am 4. November 2005 in die deutschen Single-Charts ein und erreichte mit Platz 22 die Höchstposition. Insgesamt hielt sich das Lied neun Wochen in den Top 100. In Österreich belegte der Song Rang 40 und konnte sich ebenfalls neun Wochen in den Charts halten.

## Fortsetzung
Im Jahr 2011 erschien auf der Deluxe-Edition von Flers siebtem Studioalbum Im Bus ganz hinten ein Nachfolge-Lied unter dem Titel Nach eigenen Regeln 2, das ebenfalls mit G-Hot aufgenommen wurde.